# Rosa pricei
Rosa pricei es una especie de planta del género Rosa, de la familia Rosaceae.

## Taxonomía
Rosa pricei fue descrita por Hayata en 1915.

## Distribución
Se encuentra en el territorio de Taiwán.